# Maria de Matteis
Maria de Matteis (Firenze, 6 marzo 1898 – Roma, 9 dicembre 1988) è stata una costumista italiana.

## Biografia
Dopo gli studi a Firenze, giunta a Roma, si presentò a Vittorio Nino Novarese che stava preparando il film Scipione l'Africano venendo accettata come assistente costumista. Dopo quell'esperienza si presentò nello studio di Gino Carlo Sensani ed iniziò a collaborare con lui. La sua carriera personale si realizzò nel 1939 creando costumi per il cinema e per il teatro. Fra le sue opere emergono i costumi per Piccolo mondo antico e Malombra, tratti dai romanzi di Antonio Fogazzaro e realizzati da Mario Soldati negli anni '40. Nel dopoguerra realizzò i costumi, tra gli altri, per il film La carrozza d'oro di Jean Renoir nel 1952, per Guerra e pace di King Vidor e La Bibbia di John Huston.

## Filmografia

### Cinema
- Il marchese di Ruvolito, regia di Raffaello Matarazzo (1939)
- Le educande di Saint-Cyr, regia di Gennaro Righelli (1940)
- La danza dei milioni, regia di Camillo Mastrocinque - accreditata come Mary Matté (1940)
- Don Pasquale, regia di Camillo Mastrocinque (1940)
- La nascita di Salomè, regia di Jean Choux (1940)
- Giù il sipario, regia di Raffaello Matarazzo (1940)
- Le due tigri, regia di Giorgio Simonelli (1941)
- I pirati della Malesia, regia di Enrico Guazzoni (1941)
- I mariti (Tempesta d'anime), regia di Camillo Mastrocinque (1941)
- Piccolo mondo antico, regia di Mario Soldati - accreditata come M. De Matteis (1941)
- Malombra, regia di Mario Soldati (1942)
- Don Cesare di Bazan, regia di Riccardo Freda (1942)
- Un colpo di pistola, regia di Renato Castellani (1942)
- Sissignora, regia di Ferdinando Maria Poggioli (1942)
- Enrico IV, regia di Giorgio Pàstina (1943)
- Ossessione, regia di Luchino Visconti (1943)
- L'amico delle donne, regia di Ferdinando Maria Poggioli (1943)
- La donna della montagna, regia di Renato Castellani (1944)
- Zazà, regia di Renato Castellani (1944)
- Mio figlio professore, regia di Renato Castellani (1946)
- Le vie del peccato, regia di Giorgio Pàstina (1946)
- Il paese senza pace, regia di Leo Menardi (1946)
- La figlia del capitano, regia di Mario Camerini (1947)
- Vanità, regia di Giorgio Pàstina (1947)
- I due orfanelli, regia di Mario Mattoli (1947)
- L'ultima carrozzella, regia di Mario Mattoli (1948)
- L'ultima cena, regia di Luigi Giachino (1949)
- Guarany, regia di Riccardo Freda (1948)
- Il mulino del Po, regia di Alberto Lattuada (1949)
- La fiamma che non si spegne, regia di Vittorio Cottafavi (1949)
- Addio Mimì!, regia di Carmine Gallone (1949)
- Guglielmo Tell, regia di Giorgio Pàstina (1948)
- Vespro siciliano, regia di Giorgio Pàstina (1949)
- Patto col diavolo, regia di Luigi Chiarini (1949)
- Il conte Ugolino, regia di Riccardo Freda (1949)
- Romanzo d'amore, regia di Duilio Coletti (1950)
- Figaro qua, Figaro là, regia di Carlo Ludovico Bragaglia (1950)
- Il figlio di d'Artagnan, regia di Riccardo Freda (1950)
- I due derelitti, regia di Flavio Calzavara (1951)
- Io sono il Capataz, regia di Giorgio Simonelli (1951)
- Lorenzaccio, regia di Raffaello Pacini (1951)
- La grande rinuncia, regia di Aldo Vergano (1951)
- Enrico Caruso, leggenda di una voce, regia di Giacomo Gentilomo (1952)
- Amore rosso - Marianna Sirca, regia di Aldo Vergano (1952)
- La carrozza d'oro (Le carrosse d'or), regia di Jean Renoir (1952)
- La fiammata, regia di Alessandro Blasetti (1952)
- A fil di spada, regia di Carlo Ludovico Bragaglia (1952)
- Otello (The Tragedy of Othello: The Moor of Venice), regia di Orson Welles (1952)
- Aida, regia di Clemente Fracassi (1953)
- La Gioconda, regia di Giacinto Solito (1953)
- La cieca di Sorrento, regia di Giacomo Gentilomo (1953)
- Peccato che sia una canaglia, regia di Alessandro Blasetti (1954)
- Casa Ricordi, regia di Carmine Gallone (1954)
- Carosello napoletano, regia di Ettore Giannini (1954)
- Amori di mezzo secolo, regia di Glauco Pellegrini, Pietro Germi, Mario Chiari, Roberto Rossellini e Antonio Pietrangeli (1954)
- Questa è la vita, regia di Aldo Fabrizi, Giorgio Pàstina, Mario Soldati e Luigi Zampa (1954)
- Il segreto delle tre punte, regia di Carlo Ludovico Bragaglia (1954)
- Le avventure di Giacomo Casanova, regia di Steno (1955)
- Gran varietà, regia di Domenico Paolella (1955)
- La vena d'oro, regia di Mauro Bolognini (1955)
- Casta diva, regia di Carmine Gallone (1954)
- Tosca, regia di Carmine Gallone (1956)
- Guerra e pace (War and Peace), regia di King Vidor (1956)
- La diga sul Pacifico (This Angry Age), regia di René Clément (1957)
- La tempesta, regia di Alberto Lattuada (1958)
- Fortunella, regia di Eduardo De Filippo (1958)
- Il figlio del corsaro rosso, regia di Primo Zeglio (1959)
- Maciste nella Valle dei Re, regia di Carlo Campogalliani (1960)
- Jovanka e le altre (5 Branded Women), regia di Martin Ritt (1960)
- Gastone, regia di Mario Bonnard (1960)
- Barabba, regia di Richard Fleischer (1961)
- Fantasmi a Roma, regia di Antonio Pietrangeli (1961)
- La città prigioniera, regia di Joseph Anthony (1962)
- Giuseppe venduto dai fratelli, regia di Luciano Ricci (1962)
- Cronache di un convento (The Reluctant Saint), regia di Edward Dmytryk (1962)
- Se tutte le donne del mondo... (Operazione Paradiso), regia di Henry Levin e Arduino Maiuri (1966)
- Casanova '70, regia di Mario Monicelli (1965)
- La Bibbia (The Bible: In the Beginning...), regia di John Huston (1966)
- La ragazza e il generale, regia di Pasquale Festa Campanile (1967)
- Cinque figli di cane, regia di Alfio Caltabiano (1969)
- Fräulein Doktor, regia di Alberto Lattuada (1969)
- Waterloo (Waterloo), regia di Sergej Fëdorovič Bondarčuk - solo per i costumi civili (1970)
- Prete, fai un miracolo, regia di Mario Chiari (1975)

### Televisione
- Vita di Cavour, regia di Piero Schivazappa - miniserie TV (1967)
- Verdi, regia di Renato Castellani - miniserie TV (1982)
- La pietra del paragone, regia di Ferruccio Marotti - film TV (1982)
- Cristoforo Colombo (Christopher Columbus), regia di Alberto Lattuada - miniserie TV (1985)

## Premi
Nastro d'argento
- 1953: Migliori costumi per La carrozza d'oro
- 1961: Migliori costumi per Gastone

Premio Oscar
- 1957: Nomination Migliori costumi per Guerra e pace